# Alexander Zweig
Alexander Zweig (* 11. Juni 1881 in Oels; † 1. Juli 1934 bei Hirschberg) war ein deutscher Arzt, Homöopath und medizinischer Schriftsteller. Zweig wurde bekannt als einer der Getöteten des „Röhm-Putsches“.

## Leben

### Jugend und Ausbildung
Alexander Zweig war der Sohn von Karl Zweig. In seiner Jugend besuchte er zunächst das königliche Gymnasium in seiner Heimat und von der Untersekunda ab das königliche Luisen-Gymnasium in Berlin, wohin seine Eltern 1896 übergesiedelt waren. 1900 erwarb er dort das Reifezeugnis.
Von 1900 an studierte Zweig Medizin in Freiburg im Breisgau, Berlin, Greifswald und Heidelberg. In Heidelberg bestand er das Physikum. Seine klinischen Semester absolvierte er in Berlin und Gießen, wo er am 7. Februar 1905 auch das Staatsexamen ablegte. Sein praktisches Jahr wurde Zweig zur Hälfte erlassen, die zweite Hälfte durchlief er zum Teil in der Pathologischen Anatomie des Städtischen Krankenhauses Friedrichshain und zum Teil in der Inneren Abteilung des Städtischen Krankenhauses Charlottenburg Westend. Als Famulus arbeitete er an den Polikliniken von Hermann Frank und Robert Müllerheim. Nach seiner Approbation bestand Zweig am 30. September 1905 in Gießen das Examen rigorosum. Ebenfalls 1905 promovierte Zweig bei Adolf Vossius an der Augenklinik der Großherzoglich-Hessischen Ludwigs-Universität Gießen mit der Arbeit Zur Lehre von der Persistierenden Pupillarmembran zum Dr. med.
Von Oktober 1905 bis Oktober 1906 gehörte Zweig als Einjährig-Freiwilliger der Reitenden Abteilung des Torgauer Feldartillerieregiments 74 in Wittenberg an.

### Laufbahn als Mediziner und Medizinschriftsteller
1906 ließ sich Zweig als praktischer Arzt im schlesischen Hirschberg nieder, wo er schließlich Eigentümer eines eigenen Sanatoriums wurde. Neben seiner Tätigkeit als Arzt tat Zweig sich auch als medizinischer Schriftsteller hervor: Bis in die 1930er Jahre veröffentlichte er eine Reihe medizinischer Fachbücher und Ratgeber, so unter anderem für Dr. Madaus & Co.

### Ermordung
In der Nacht vom 30. Juni auf den 1. Juli 1934 wurde Zweig als einer der prominentesten Juden von Hirschberg zusammen mit seiner nicht-jüdischen Ehefrau Jeanette Zweig (* 1877/78) auf Befehl des SS-Gruppenführers Udo von Woyrsch von der SS verhaftet, im Rahmen der gleichzeitigen „Röhm-Affäre“.
In der darauffolgenden Nacht wurde das Ehepaar Zweig zusammen mit zwei weiteren Juden, Charig und Förster, außerhalb von Hirschberg auf einer Landstraße ermordet. Den Befehl zum Mord an den vier Juden erteilte, Gruchmann zufolge, der SS-Brigadeführer in Görlitz Richard Hildebrandt. Dieser habe den SS-Standartenführer in Hirschberg, Hans Himpe, am Abend des 1. Juli angerufen und die Hinrichtungsanweisung durchgegeben. Der Standartenführer habe die vier auf einen Lastwagen packen und in Richtung Görlitz abtransportieren lassen. Unterwegs habe der Fahrer eine Panne vorgetäuscht. Das Begleitpersonal habe die vier Gefangenen daraufhin zum Anschieben des Wagens aufgefordert und sie dann beim Schieben hinterrücks erschossen. Diese Manipulation ermöglichte es den SS-Leuten, anzugeben, ihre Opfer seien „auf der Flucht erschossen worden“.
Die vier Leichen wurden zunächst liegengelassen. Am Morgen des 2. Juli wurden sie von Passanten gefunden und trotz massiver Einschüchterungsversuche durch die SS vom ermittelnden Staatsanwalt des Landgerichts Hirschberg an den Generalstaatsanwalt übergeben.
Während der Mord an den vier Hirschberger Juden in der deutschen Presse verschwiegen wurde, wurde er der Weltöffentlichkeit durch Berichte ausländischer Zeitungen bekannt. So berichtete die Basler National-Zeitung auf Grundlage von Mitteilungen von ortsansässigen Personen über den Vorfall, woraufhin die Exilantenzeitung Pariser Tageblatt ihn aufgriff. Der im Exil lebende Schriftsteller Lion Feuchtwanger widmete sich in der Folge dem Hirschberger Judenmord, und auch die Deutschland-Berichte der Sopade vermerkten den Vorfall.

## Schriften
- Zur Lehre von der persistierenden Pupillar-Membran. Von Münchow, Gießen 1905 (Dissertation).
- Für Frauen und Mütter: Gesundheitliche Belehrungen. Willmar Schwabe, Leipzig 1926.
- Dr. med. Kreidmanns Lehren in ihrer Bedeutung für Wissenschaft und Praxis mit besonderer Berücksichtigung von Dr. Kreidmanns Lehre vom Nervenkreislauf und Dr. Kreidmanns Entstehung und Werdegang des Menschen und der Lebewesen aller Zeiten. P. Schimmelwitz, Leipzig 1926.
- Nervenkrankheiten: Ein homöopathisch-klinisches Kompendium der praktisch wichtigsten Nervenkrankheiten. J. Sonntag, Regensburg 1927.
- Kleines Vademecum: Einführung in die Homöopathie. Willmar Schwabe, Leipzig 1927.
- Anleitung zum Studium der praktischen Homöopathie für Ärzte. J. Sonntag, Regensburg 1927.
- Lokale Krampf-Formen (Beschäftigungskrampf, Schlucken, Wadenkrampf) und ihre Behandlung. Dr. Madaus & Co., Radebeul 1929.
- Seelenkrankheit. Dr. Madaus & Co., Radebeul 1930.
- Allergische Krankheiten und ihre homöopathische Behandlung. O. Enslin, Berlin 1930.